# Urbs
El terme llatí urbs (-is, femení, del que deriva la paraula "urbs") designa pròpiament a la ciutat llatina per antonomàsia, és a dir, l'espai construït o conjunt d'edificis, carrers i infraestructures; la civitas en sentit estricte, constituïda pels ciutadans que viuen en ella, amb el seu propi límit sagrat, el pomerium, i per tant, consagrada als déus.
La presència d'aquest recinte sagrat, la distingeix del oppidum, és a dir, la simple ciutat fortificada, desproveïda de les prerrogatives religioses i polítiques de la urbs. El recinte, originat a partir de la fundació del centre, acompanyada per cerimònies religioses mitjançant les quals es traçava un solc sagrat (pomerium), entorn del qual s'erigien les muralles, delimitava així una àrea interna destinat a la vida civil i una àrea externa, destinada a funcions militars. Dins del pomerium, el ciutadà era realment un cives, amb tots els seus drets i prerrogatives, però amb la prohibició de portar armes, mentre que fora, podia convertir-se en miles, guerrer al servei de la ciutat, amb subjecció a normes més restrictives. La part sacralizada de la ciutat era assignada com a espai per a funcions religioses i polítiques, i per a habitatge.
Tampoc s'ha de confondre amb la polis, que designa a una ciutat en sentit ampli, és a dir, la vila i el territori o àrea metropolitana que li està associat.
En el sistema de ciutats llatines, les urbs eren ciutats estat amb funcions polítiques i religioses entorn del qual giraven els oppida. Després, amb l'expansió de l'estat romà, va ser Roma la que va assumir el paper de urbs per excel·lència, quant a ciutat primordial de l'Imperi romà. Així, quan s'utilitza amb majúscula, la "Urbs" designa «la ciutat de les ciutats», és a dir, Roma.
La Roma antiga comptava amb l'àrea urbana estrictament definida, la Urbs Roma i les àrees rurals adscrites, les Ager Romanus. Amb l'augment de la població de Roma, els seus habitants desbordarien la muralla i el pomerium, per establir-se als voltants. Seria Augusto quan l'any 8 a. C. dividiria la Urbs Roma en catorze regions, que es conservarien durant tot l'Imperi.